# Zakrzewo (powiat Złotowski)
Zakrzewo is een dorp in de Poolse woiwodschap Groot-Polen. De plaats maakt deel uit van de gemeente Zakrzewo (powiat złotowski) en telt 1620 inwoners.

## Verkeer en vervoer
- Station Zakrzewo Złotowskie